# NGC 1881
NGC 1881 (również ESO 56-SC86) – gromada otwarta, znajdująca się w gwiazdozbiorze Złotej Ryby. Należy do Wielkiego Obłoku Magellana. Odkrył ją John Herschel 17 stycznia 1838 roku.